# Centro Cultural Justiça Federal
O Centro Cultural Justiça Federal (CCJF), instituição ligada ao Tribunal Regional Federal da 2ª Região, ocupa a antiga sede do Supremo Tribunal Federal. Sua construção iniciou-se em 1905, como parte integrante do projeto de reformulação da cidade do Rio de Janeiro, então Capital Federal, na gestão do prefeito Pereira Passos. Destinado inicialmente a abrigar a Mitra Arquiepiscopal, o prédio foi adquirido para a instalação do Supremo e teve sua
inauguração solene em 3 de abril de 1909. Projetado pelo arquiteto Adolpho Morales de Los Rios, o edifício é um dos mais importantes testemunhos da arquitetura eclética na cidade.
O STF ocupou o prédio até 1960, quando da transferência da Capital Federal para Brasília. Desde então, a edificação abrigou o Tribunal Superior Eleitoral e o Tribunal de Alçada e Varas da Justiça Federal de 1ª Instância. Após sete anos de obras de restauração, o prédio foi aberto ao público em 4 de abril de 2001, já como centro cultural.
Atualmente, o Centro Cultural Justiça Federal é um espaço reconhecido por
incentivar e garantir o acesso da população às diversas formas de expressão cultural, abrigando exposições, peças teatrais, espetáculos de dança e de
música, mostras de cinema, cursos, seminários, palestras, dentre outras. Além disso, a própria arquitetura do prédio é uma atração para os visitantes, com destaque
para as portas monumentais da entrada, talhadas pelo português Manoel Ferreira Tunes, a escadaria de ferro e mármore de Carrara, as janelas retangulares que fazem lembrar o estilo gótico e as balaustradas do Renascimento francês e o vitral principal pintado por Rodolfo Amoedo.
O espaço, tombado provisoriamente em 2006 pelo Instituto Estadual do Patrimônio Cultural, dispõe de 12 salas de exposição, teatro, biblioteca, cafeteria, sala de sessões e sala de leitura e o cinema, denominado Cine Cultural Justiça Federal. A antiga Sala de Sessões do Supremo Tribunal Federal mantém o mobiliário confeccionado em 1920, original de peroba e pau-roxo, além de elementos decorativos originais, como vitrais e pinturas
murais.

## Localização
O belo edifício foi projetado pelo arquiteto sevilhano Adolpho Morales de Los Rios e foi inaugurado em 1909, seu estilo arquitetônico é eclético, em voga no período da construção e inauguração do prédio. Na fachada há elementos de classicismo francês. 

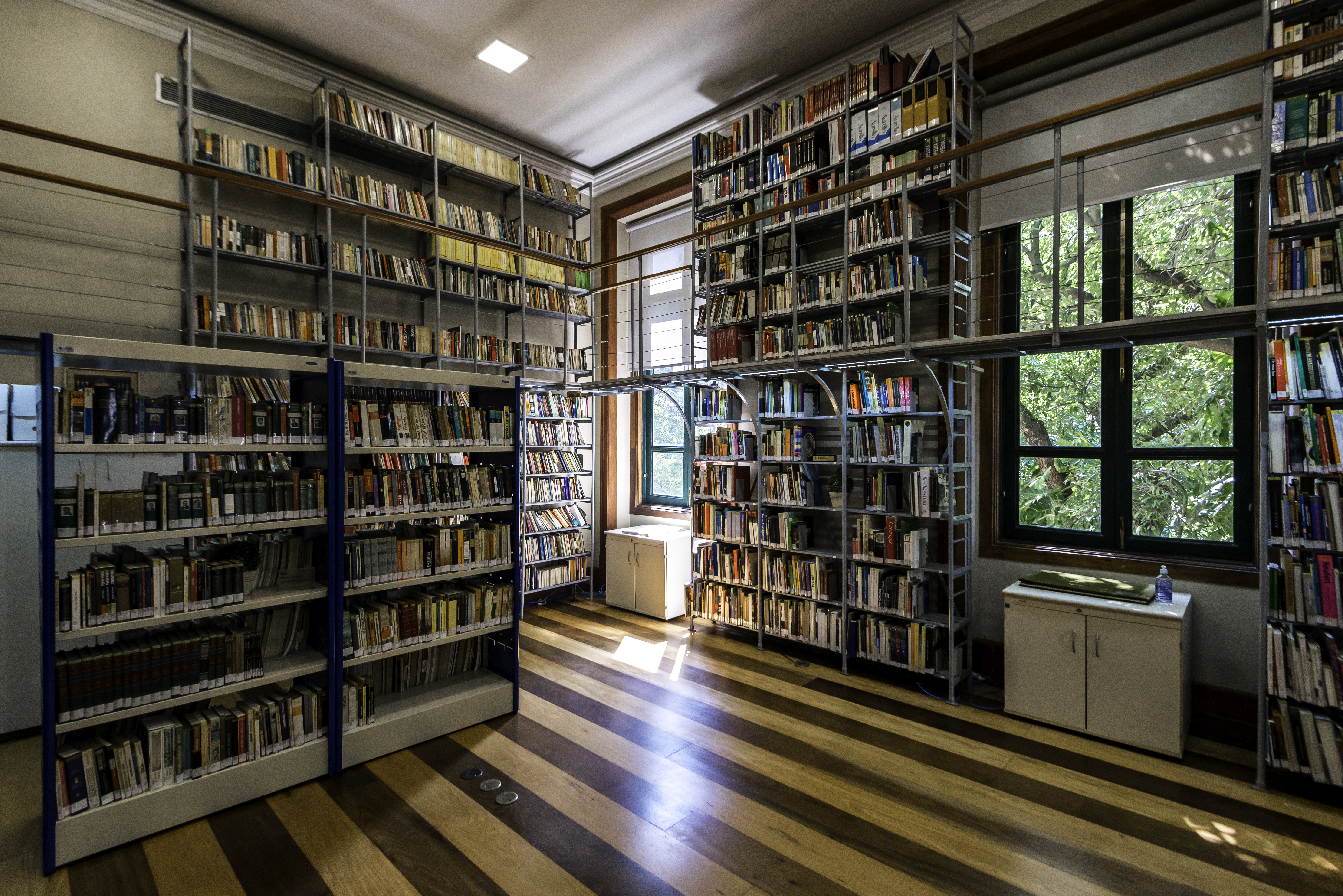
Biblioteca pública do Centro Cultural da Justiça Federal.

As portas, muito detalhadas, foram talhadas pelo português Manoel Ferreira Tunes. A escadaria possui mármore de Carrara e ferro trabalhado revela o em estilo Art Nouveau. As janelas retangulares fazem lembrar o estilo gótico e as balaustradas, o Renascimento francês, há vitrais e painéis pintados por Rodolfo Amoedo. O espaço dispõe de 14 salas de exposição, teatro, biblioteca, lojinha e cafeteria. Foi tombado em 2006 pelo Instituto Estadual do Patrimônio Cultural.

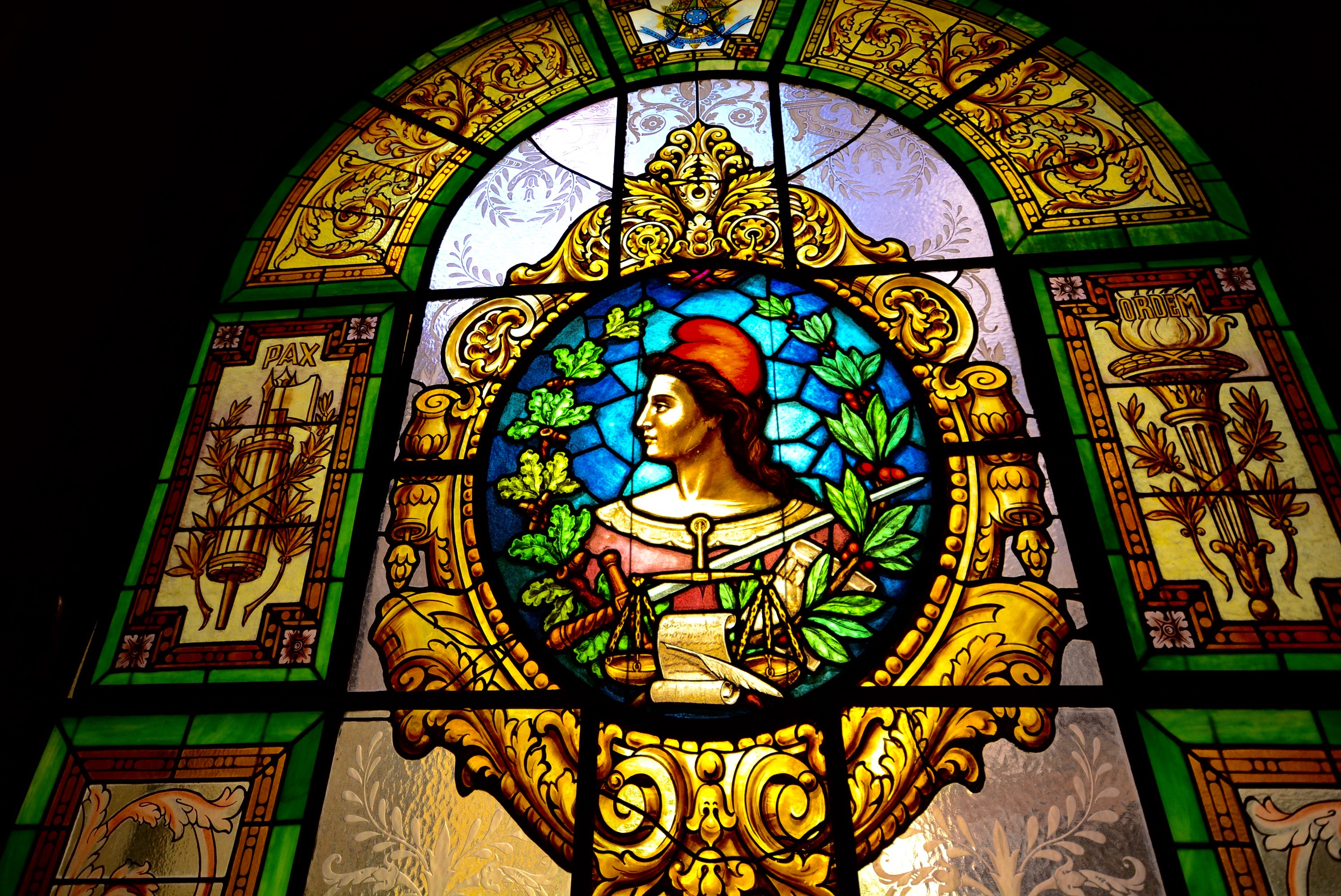
Detalhe de vitral do Centro Cultural da Justiça Federal.

A Sala de Sessões mantém o assoalho original de peroba e pau-roxo. Nas paredes laterais, há retratos pintados de juristas de vários períodos históricos. Possui vitrais confeccionados pela Casa Conrado, de São Paulo. No teto, há dois painéis pintados por Rodolfo Amoedo. O prédio foi tombado provisoriamente.
O CCJF também possui uma biblioteca, aberta ao público desde 2004, que funciona de terça a sexta, das 12h às 19h.

## Vandalismo
Em 16 de outubro de 2013, o edifício foi alvo de vandalismo durante protestos.